# Gustav Adolf Deissmann
Gustav Adolf Deissmann ( 7 november 1866 in Langenscheid - 5 april 1937 in Wünsdorf bij Berlijn) was een Duits protestants theoloog, vooral bekend voor zijn toonaangevende werk over de Griekse taal zoals die gebruikt wordt in het Nieuwe Testament. Hij beschouwde de woordenschat van de schrijvers van het Nieuwe Testament als "koinè", de veelgebruikte versie van het Attische Grieks zoals die als lingua franca gebruikt werd in de Hellenistische wereld van die tijd. Hij bestudeerde dit Grieks op oude papyrussen. Deissmann was ook een vooraanstaand paleograaf.
Deissmann was van 1897 tot 1908 hoogleraar theologie aan de Ruprecht Karl Universiteit van Heidelberg en doceerde vervolgens van 1908 tot 1935 aan de Friedrich Wilhelms Universiteit van Berlijn. Hij werd tweemaal genomineerd voor de Nobelprijs voor de Vrede, en ontving acht eredoctoraten uit zes verschillende landen.
In 1904 richtte hij, samen met Albrecht Dieterich, de Eranos cirkel op die in Heidelberg was gevestigd. Leden waren Ernst Troeltsch, Max Weber, Eberhard Gothein, Georg Jellinek, Karl Rathgen, en Wilhelm Windelband.
In Berlijn ging Prof. Dr. Deissman zich minder met Griekse filologie en meer met "international Völkerverständigung", het streven naar vrede en de oecumenische beweging bezighouden. Hij wilde de kerk hervormen en publiceerde van 1914 tot 1922 een wekelijks verschijnend internationaal tijdschrift, de "Evangelischer Wochenbrief" die van 1914 tot 1917 ook in het Engels verscheen als "Protestant Weekly Letters". De beoogde lezers waren invloedrijke Duitse en Amerikaanse christenen, en het blad bood een platform voor de bevordering van vrede en begrip tussen naties.
In 1925 werd Deissmann zich bewust van het verwoesten van de resten van het oude Efese, een historisch belangrijke archeologische vindplaats, deels uitgegraven voor de Eerste Wereldoorlog onder auspiciën van het Oostenrijkse Archeologische Instituut. Efese speelt een grote rol in het vroege christendom. Deissmann voerde jarenlang zowel op nationaal als internationaal niveau campagne om de bewustwording van het lot van Efeze te verhogen en slaagde er in 1926 in om de financiering van de archeologische werkzaamheden opnieuw te organiseren. Hij bleef de ruïnes van het antieke Efese tot 1929 jaarlijks bezoeken.
Deissman overleed op 5 april 1937, in de buurt van Wünsdorf bij Berlijn, waar hij ligt begraven in de plaatselijke begraafplaats.

## Publicaties
- Die neutestamentliche Formel »in Christo Jesu«. 1892
- Bibelstudien. 1895
- Neue Bibelstudien. 1897

Beide zusammen engl: Bible Studies: Contributions Chiefly from Papyri and Inscriptions to the History of the Language, the Literature, and the Religion of Hellenistic Judaism and Primitive Christianity. 1901, 2nd edition 1909
- Die sprachliche Erforschung der griechischen Bibel. 1898
- Die Hellenisierung des semitischen Monotheismus. 1903
- Evangelium und Urchristentum. 1905
- Die Septuaginta-Papyri und andere altchristliche Texte. 1905
- Licht vom Osten. Das Neue Testament und die neuentdeckten Texte der hellenistisch-römischen Welt. Tübingen: Mohr 1908

Engl: Light from the Ancient East the New Testament Illustrated by Recently Discovered Texts of the Graeco-Roman World. London: Hodder & Stoughton, 1910
In dit boek wordt de Duitse term "Weltjudentum", in het Nederlands "Wereldjodendom", voor het eerst gebruikt. Deissman was geen antisemiet en deed dit een beschrijving van een zich verspreidende Joodse cultuur in de eerste eeuwen van onze jaartelling.
- Das Urchristentum und die unteren Schichten. 1908
- Die Urgeschichte des Christentums im Lichte der Sprachforschung. 1910
- Paulus. Eine kultur- u. religionsgeschichtliche Skizze. 1911 (19252; schwed. 1910, 19182; engl. 1912, 19262; jap. 1926)
- Die Stockholmer Bewegung. Die Weltkirchenkonferenzen zu Stockholm 1925 und Bern 1926 von innen betrachtet. 1927

- Dr. Deissman vertaalde ook Hadrianus' gedicht Animula vagula blandula.

### Door Deissman uitgegeven
- Die Stockholmer Weltkirchenkonferenz. Vorgeschichte, Dienst und Arbeit der Weltkonferenz für praktisches Christentum, 19.–30. August 1925. Amtlicher deutscher Bericht. 1926
- Samen met George Kennedy Allen Bell publiceerde hij: Mysterium Christi. Christologische Studien britischer und deutscher Theologen. 1931